# Marolles-sous-Lignières
Marolles-sous-Lignières je francouzská obec v departementu Aube v regionu Grand Est. V roce 2012 zde žilo 329 obyvatel.

## Poloha
Obec leží u hranic departementu Aube s departementem Yonne, tedy i u hranic regionu Grand Est s regionem Burgundsko-Franche-Comté. Sousední obce jsou: Bernouil (Yonne), Flogny-la-Chapelle (Yonne), Chessy-les-Prés, Lignières, Roffey (Yonne) a Tronchoy (Yonne).
Při jižním okraji katastru obce prochází plavební kanál – Canal de Bourgogne.

## Vývoj počtu obyvatel
Počet obyvatel